# Abintzy
Abintzy, Abinzi ou Abinsk Tatars é uma antiga tribo composta por povos de origem tártara da região dos Montes Urais. Pertencia à área do governo de Tomsk.
Os povos desta tribo, que viviam primitivamente às margens do rio Tom, com o passar dos tempos deslocaram-se para Alatau (Kuznetsk Alatau), próximo à bacia dos rios Kondama e Mrase, onde ainda existem os seus descendentes.